# Модернизам
Модернизам, односно модерна, динамичан и релативан појам који се користи као ознака за савремене појаве у књижевности и уметности, односно оно што је ново, иновативно у односу на традицију, и у том значењу је преузет из француског језика. У немачкој литератури се користио израз „модерна” који је ушао у већину словенских језика па и у српски.
У свом најопштијем смислу, модерна није покрет, већ просто „маска” за сукоб и устанак против традиције, као и безброј супротстављених схватања како би требало да изгледа модерно друштво с краја 19. и до половине 20. века, његова култура и уметност.
Хомогенизација различитих пракси током „модерне” и њеног коначног разумевања као покрета и критичке категорије десила се 1950-их, захваљујући ономе што је Рејмонд Вилијамс назвао „послератним споразумом уз пратеће академско саучествовање и одобрење”. Претпоставке које су биле у основи ове конструкције биле су најпре да је први налет „модерне” завршен, а да је у свом селективном канонизованом облику она већ прерасла у „високу модерну”; затим, да је суштина модернистичког импулса био дух формалистичког експериментисања. Ова друга претпоставка је, у ствари, такође била кључна у утицајној дефиницији „модерне” у уметности коју је дао Клемент Гринберг. Према Гринбергу, критички, саморефлексивни, кантовски дух покретао је модернистичко експериментисање — чији је органски развој и врхунац отелотворио амерички апстрактни експресионизам. Ове идеје су постале доминантне и у формулацијама које се тичу модерне у књижевности.
Израз „модерна” се користио као ознака за различите покрете у књижевности, уметности, друштвеним наукама и филозофији, наиме, натурализам, декаденцу, импресионизам, симболизам, футуризам, дадаизам, експресионизам, неоромантизам, надреализам, егзистенцијализам.

## Модерност и модернизам: друштвено-економски контекст
Индустријализацијом у Европи и Северној Америци дошла је и модерност: градови су расли јер је све мање пољопривредних послова подстакло раднике да траже запослење у индустријској производњи. Нагли пораст становника у градовима као што су Париз и Лондон довео је до експанзије предузећа која су имала за циљ да опслужују потребе ових нових грађана: ресторани, барови, позоришта, музичке сале, пансиони и гостионице, множили су се великом брзином. Ова предузећа су отворила много радних места, а истовремено су увела нове друштвене навике и очекивања. Укорењена у урбаној култури, где су слободне активности као и дневне потрепштине доступне у трговинама, модерност се односи на стање постиндустријског, капиталистичког друштва. Модернизам је једноставно културни израз овог облика друштвене организације. Повезан са идејама напретка и новина, модернизам одражава доминантни етос друштва у којем потрошња – нових облика забаве заједно са животним потрепштинама – има средишњу улогу у свакодневним активностима човека. Један од сигналних маркера успона модернизма на Западу била је појава робне куће и идеја куповине као активности у слободно време. Као што је индикативно за цели модернизам, свеприсутна је одређена амбивалентност према самој модерности. Многи су поздравили технолошки напредак и економски просперитет који је модерност, наизглед, подстицала. Други су, међутим, били опрезни према његовом нагласку на променама и сталној ревизији производних процеса, примећујући тенденцију капитализма да крвнички експлоатише раднике и доприноси жалосним условима живота сиромашних. У таквим околностима модерна уметност, као и сви облици модернизма, може се сматрати одговором на различите политичке, социолошке, економске и културне притиске модерности.

## Карактеристике
Термин „модерна” се почео употребљавати у доба ренесансе као обележавање уметности за разлику од античке уметности у Италији „arte moderna” за разлику од „arte antica” и како је у средњем веку средњовековна уметност схватана као доба назадовања у уметности овај појам је обележавао позитивне тенденције и напредак. У 19. веку се овај израз употребљава за обележавање уметности која има напредне квалитете. У ширем смислу речи се данас овим појмом обележава уметност с краја 19. и до половине 20. века. Израз „модерно” се не мора једнозначно разумети, јер се такође понекад користи за обележавање савремености односно савремене уметности.
Модернизам је покрет у култури. Јавио се као интелектуални бунт. Обухвата целокупни човеков духовни и стваралачки корпус. Он је отпор против клишеа, култа ауторитета и правила, против академске традиције касног 19. века али и свих претходних векова. Он легализује авангарду као неминовност и нормалност у новом времену. Озакоњује промену. Модернизам је нова научна мисао, нова економска и политичка мисао долазећег модерног доба. Модернизам је покрет који генерално укључује прогресивну уметност и архитектуру, музику, књижевност, ликовну уметност и графички дизајн и јавио се у деценијама које су претходиле 1914.

## Узроци
Уметност дели судбину културе. Тако уметност и све најличније њено, промене, правци, стилови и сви други њени укуси, имају с мултикултуралном супстанцом нераскидиву повезаност.
Модерна се као мисао и идеја јавља ко зна када, где и од кога. Она је процес. Модерна је културни ниво – достигнуће. Она није смишљана, нити је произведена, још мање случајност, она није доколица и краћење времена, она није импровизација. Она је законитост, она је закономерност. Она је, једноставно речено, морала настати.
У настајању модерне у уметности пресудну улогу има општи ниво културе у времену када она настаје и нарастао човек. Корелат, човек- једини и свеобухватни њен узрок, и нарастао човек, њен најрафиниранији и најсофистициранији след, делају нераскидиво. Зато је фатална могућност утицаја, посебно, филозофије, као и природних наука.
Она и настаје у природним наукама, филозофији, психологији. Оне је порађају.
Еволуиралој европској и светској мисли ка Модерни, немерљив и пресудан допринос даје фундаментална наука.
Алберт Ајнштајн релативизује важност еуклидске геометрије и Њутнове класичне физике проглашавајући их само посебним случајем једне другачије истине. Простор и време нису апсолутни — вишедимензионалност — закривљеност простора и времена — Општа и Специјална теорија релативитета... Тврди се «немогуће», да о једном догађају, постоје две потпуно опречне и мада искључиве, ипак истине (да је неко кретање истовремено и праволинијско и криволинијско). Ајнштајн не релативизује утисак о истини већ саму истину.
Ту су и Ернест Радерфорд и Нилс Бор. Руши се мит о култу недељивости атома. Ушавши у његову структуру, великани упозоравају да нема вечно важећих истина, нити апсолутне невиности, као и Планкова Квантна теорија физике, која као «најзанесенија фантазија», тврди да нешто може истовремено да постоји и не постоји — квант, да је та честица на прелазу из непостојања у постојање ; виши степен у хијерархију немогућег је прелазак енергије у материју и обратно.
У филозофији: ... Ниче, Хајдегер, Шпенглер ...
У психологији: Фројд, Јунг, Вајнингер, Фром, Канети...
Психоанализа сондира најтајанственије и најмрачније просторе подсвесног, тврдећи да он, ма како недоступан и невидљив, у потпуности одређује видљиви универзум свесног.
Фројд, на даље, примерава и легализује сан човеку, дајући му важност јаве.
Гоген каже да му не пада на памет да сатима црта нечији портрет јер је измишљена фотографија и фото-апарат који са много већом тачношћу у делићу времена портретишу. То је тло на коме се рађа мисао да тачност и није истина. Ту се отвара простор за све оно што зовемо модерном у уметности. Модерна је најдемократскији ниво у уметности. Она је то у свим аспектима своје појавности. Мишљења и естетике су дозвољени до различитости, што представља богатство и дефиницију њеног демократског квалитета.
Ова знања и оваква светска мисао, охрабрују и убрзавају мисао. Успостављају нов квалитет.
Последица је препород не само у науци већ и у уметности.
Уметност, ка својој аутономији, хоће даље од утиска, од узрока. Испитује, колико далеко се може отићи занемарујући дотадашња правила и навике, и има ли границе променама, до којих нешто опстаје као уметност. «Дрско и безбожно» се тражи потврда да уметност постоји по себи.
Ово је тло које порађа Модерну. Модерна је духовни акт настао одређеним нивоом културе.
Неки теоретичари праве поделу 20. век на модернизам и постмодернизам, док их други сматрају само сегментима истог периода.